# Ulf Ling-Vannerus
Ulf Ragnar Ling-Vannerus, född 26 maj 1929 i Uddevalla, är en svensk officer och fäktare. Han tävlade för Stockholms AF.

## Militär karriär
Han avlade studentexamen 1947 och blev officer i kavalleriet 1950. Ling-Vannerus studerade vid Krigshögskolan 1958–1960 och blev kapten i Generalstabskåren 1962 samt chef för planeringsdetaljen vid Arméstabens taktikavdelning samma år. Han var lärare vid Militärhögskolan 1964–1966, blev ryttmästare i kavalleriet 1966 och tjänstgjorde som kompanichef för svenska FN-bataljonen på Cypern 1966–1967. Ling-Vannerus var chef för markoperationer vid militärområdesstaben i Västra militärområdet 1967–1971 och chef för sektion 1 i militärområdesstaben i Övre Norrlands militärområde 1971-1973. Han studerade vid Försvarshögskolan 1972 och var ställföreträdande regementschef för Norrbottens regemente (I 19) 1973–1976, samt försvarsattaché i Washington och Ottawa 1976–1980. Ling-Vannerus var chef för Värmlands regemente (I 2) samt befälhavare i Värmlands försvarsområde (Fo 52) 1980–1989 och chef för svenska specialenheten för katastrofhjälp (Swedrelief) från 1990.

## Fäktning
Ling-Vannerus tävlade i lagvärja för Sverige vid olympiska sommarspelen 1960 i Rom. I Sveriges lag ingick även Göran Abrahamsson, Carl-Wilhelm Engdahl, Berndt-Otto Rehbinder, Hans Lagerwall samt Orwar Lindwall och de slutade på en femte plats efter förlust mot Italien i kvartsfinalen.
Ling-Vannerus tog SM-guld i värja 1965. Han tog även SM-guld i lagvärja för Stockholms Allmänna Fäktförening sex gånger: 1951, 1954, 1956, 1957, 1958 och 1962.

## Privatliv
Ling-Vannerus är son till överste Herbert Ling-Vannerus och hans hustru Margit, född Gemzell. År 1957 gifte han sig med redaktör Margareta Hallin (född 1935), dotter till direktör Herbert Hallin och Greta, född Molinder.

## Utmärkelser
- Legion of Merit[7]